# Genmar Cosmetics
Genmar Cosmetics este o companie producătoare de cosmetice din România, înființată în anul 1994.
Compania deține propriul laborator de analize fizico-chimice și comercializează produse pentru îngrijirea corpului, a tenului, a părului, produse pentru plajă, antiparazitare și altele.
Genmar Cosmetics se află în primii cinci jucători de profil din România.
Genmar Cosmetics are o gamă de 90 de sortimente de produse, cele mai vndute fiind cremele de față (12 tipuri) și produsele din gama de masaj corporal.
Produsele se adresează consumatorilor de pe segmentul mediu-exclusivist și sunt fabricate în România, la unitatea de producție pe care compania o deține în București.
Compania produce și comercializează produse dermato-cosmetice mărcile Herbagen, Keritogen, Scabex, Pedex.
Cifra de afaceri:
- 2011: 1,57 milioane euro[3]
- 2007: 1,2 milioane euro[1]